# Zlatko Krmpotić
Zlatko Krmpotić, em sérvio  Злaткo Kpмпoтић (Belgrado, 7 de agosto de 1958), é um ex-futebolista profissional sérvio, que atuava como defensor.

## Carreira
Zlatko Krmpotić fez parte do elenco da Seleção Iugoslava de Futebol da Copa do Mundo de 1982. 